# ピーター・メダワー
ピーター・ブライアン・メダワー（Peter Brian Medawar、1915年2月28日 - 1987年10月2日）は、ブラジル生まれのイギリスの生物学者で、移植組織に対する免疫系の研究で知られる。この研究によって、彼はフランク・マクファーレン・バーネットとともに1960年度のノーベル生理学・医学賞を受賞した。姓はメダウォーとも訳される。

## 初期の研究
メダワーは1915年2月28日、イギリス人の母親とレバノン人の父親の間にリオデジャネイロ市で生まれた。彼は、第二次世界大戦中に皮膚移植の研究から移植の研究を始めた。

## 研究の結果
1960年、臓器移植の基礎となる組織移植の研究と後天性の免疫寛容の発見によって、メダワーはバーネットとともに1960年度のノーベル生理学・医学賞を受賞した。この研究は、火傷の痕に皮膚を移植する時などに役に立っている。メダワーの研究によって、免疫学の研究の方向性が、完成した免疫機構を扱う立場から免疫の機構そのものを変化させる立場へと変化し、移植臓器の拒絶を抑圧する方法へつながった。メダワーは科学一般の発見について、結果が予想される「分解的発見」と予想もつかぬ画期的な「合成的発見」に分類している。

## 業績
メダワーは1947年から51年にかけてバーミンガム大学、1951年から62年にかけてユニヴァーシティ・カレッジ・ロンドンの動物学の教授を務めた。1949年王立協会フェロー選出。1962年には国立医学研究所へ移り、1977年から83年には王立研究所の実験医学の教授となった。そして1981年から87年には王立医学大学院の総長を務めた。メダワーは偉大な科学者であるばかりでなく、オペラ、哲学、クリケットなど様々なものに興味を持っていた。
彼は高い知性と勤勉さ、カリスマ性を持った、生まれついてのリーダーだった。彼はまた、流暢で明瞭でウィットに富んだ文章を書くことができた。彼の著書には、随筆的なThe Art of the Soluble、Nature誌に「若い科学者たちへの本誌からのアドバイスは、ピーター・メダワーの『若き科学者へ』を読んでおけ、だ。」と時の試練に耐えた最良の助言と絶賛されたAdvice to a Young Scientist、妻のJean・S・Medawarとの共著のAristotle to Zoosや、1986年に出版された最後の著作で自叙伝のMemoirs of a Thinking Radishなど様々なものがある。他に、邦訳のある著作として、The Future of Man、The Hope of Progress: A Scientist looks at Problems in Philosophy, Literature and Science、The Life Science、Introduction to Immunology、、The Limits of Scienceなどがある。
彼は1965年にナイトに叙せられ、1981年にメリット勲章を叙勲した。1986年にエクセター大聖堂で行われた 年に1度の学術協会の会合で訓話を読んでいる最中に、彼は脳出血で倒れた。科学界と政府の間の関係に気疲れし、体調を悪化させたとも言われている。メダワーは、イギリスの医学・生物界で最も偉大な科学者の一人だと考えられている。
メダワーは自力で話すことも動くこともできなくなった後も、妻の助けを借りて叙述や研究を続けた。しかしさらに脳出血が続き、1987年に亡くなった。彼は2005年に亡くなった妻のジーンと同じイーストサセックス州の墓地に埋葬されている。

## 受賞歴
- 1958年 クルーニアン・メダル
- 1959年 ロイヤル・メダル
- 1960年 ノーベル生理学・医学賞
- 1969年 コプリ・メダル
- 1985年 カリンガ賞
- 1987年 マイケル・ファラデー賞